# 보르고네수사
보르고네수사(피에몬테어: Borgon, 프랑스어: Bourgon)는 이탈리아 피에몬테주 토리노 광역시에 있는 코무네이다. 수사 계곡에 위치하며 토리노에서 서쪽으로 약 35 킬로미터 (22 mi) 떨어져 있다.